# Élections européennes de 2009 au Royaume-Uni
Les élections européennes britanniques de 2009 sont la composante des élections européennes au Royaume-Uni et à Gibraltar Elles ont eu lieu le jeudi 4 juin 2009, en même temps que des élections locales en Angleterre. Des élections similaires ont lieu dans les 26 autres États membres de l'Union européenne entre le 4 et le 7 juin 2009 afin d'élire les représentants de chaque pays. Le dépouillement des votes s'effectue le dimanche 7 juin, après 22 heures.
Au total, 72 députés sont désignés au Royaume-Uni lors de ces élections et siègent au Parlement européen pour la législature 2009-2014. Du fait de l'élargissement de l'Union européenne depuis cette date, le Royaume-Uni dispose de moins de représentants au parlement que lors des élections de 2004. Les 72 représentants sont élus suivant un mode de scrutin proportionnel sur 12 circonscriptions ; l'Angleterre, l'Écosse et le Pays de Galles utilisent la méthode d'Hondt d'allocation des sièges tandis que l'Irlande du Nord a choisi le scrutin à vote unique transférable.

## Circonscriptions et représentation
Comme c'est le cas depuis 1999, les circonscriptions électorales sont basées sur les neuf régions d'Angleterre, l'Écosse, l'Irlande du Nord et le Pays de Galles, soit 12 circonscriptions. Le 31 juillet 2007, afin de répondre à la réduction globale de la représentation du Royaume-Uni au Parlement européen, la commission électorale a recommandé de réduire celle-ci en Écosse et dans 5 régions d'Angleterre. La représentation en 2009 est la suivante :
| Circonscription          | 2004 | 2009 | Évolution |
| ------------------------ | ---- | ---- | --------- |
| Angleterre de l'Est      | 7    | 7    | 0         |
| Angleterre du Nord-Est   | 3    | 3    | 0         |
| Angleterre du Nord-Ouest | 9    | 8    | -1        |
| Angleterre du Sud-Est    | 10   | 10   | 0         |
| Angleterre du Sud-Ouest  | 7    | 6    | -1        |
| Londres                  | 9    | 8    | -1        |
| East Midlands            | 6    | 5    | -1        |
| West Midlands            | 7    | 6    | -1        |
| Yorkshire et Humber      | 6    | 6    | 0         |
| Écosse                   | 7    | 6    | -1        |
| Irlande du Nord          | 3    | 3    | 0         |
| Pays de Galles           | 4    | 4    | 0         |

Ces modifications ont été approuvées par le parlement britannique en 2008.
La circonscription d'Angleterre du Sud-Ouest comprend également Gibraltar ; ce dernier ne fait pas partie du Royaume-Uni à proprement parler, mais fait partie de l'Union européenne.

## Sondages
Avant les élections, différents organismes réalisent des sondages sur les intentions de vote en Grande-Bretagne (c'est-à-dire le Royaume-Uni sans l'Irlande du Nord, qui est toujours exclue de ce type d'études). La liste suivante en résume certains.
ComRes, ICM, Populus et YouGov sont membres du British Polling Council et se plient à ses règles de divulgations. BPIX n'en est pas membre et ne publie pas de détails sur sa méthodologie et ses résultats.
| Sondage                                 | Date           | Conserv. | Trav.  | UKIP   | Lib. Dem. | Écolo. | BNP   | SNP            | PC             | Autres |
| --------------------------------------- | -------------- | -------- | ------ | ------ | --------- | ------ | ----- | -------------- | -------------- | ------ |
| YouGov/Daily Telegraph                  | 3 juin 2009    | 26 %     | 16 %   | 18 %   | 15 %      | 10 %   | 5 %   | -              | -              | -      |
| ComRes/Green Party of England and Wales | 31 mai 2009    | 24 %     | 22 %   | 17 %   | 14 %      | 15 %   | 2 %   | 3 %            | -              | 4 %    |
| YouGov/Daily Telegraph                  | 29 mai 2009    | 27 %     | 17 %   | 16 %   | 15 %      | 9 %    | 7 %   | 4 % (SNP + PC) | 4 % (SNP + PC) | 6 %    |
| ICM/Sunday Telegraph                    | 28 mai 2009    | 29 %     | 17 %   | 10 %   | 20 %      | 11 %   | 5 %   | 5 % (SNP + PC) | 5 % (SNP + PC) | 3 %    |
| Populus/Times                           | 28 mai 2009    | 30 %     | 16 %   | 19 %   | 12 %      | 10 %   | 5 %   | 2 %            | 1 %            | 4 %    |
| ICM/Guardian                            | 21 mai 2009    | 30 %     | 24 %   | 10 %   | 18 %      | 9 %    | 1 %   | 4 % (SNP + PC) | 4 % (SNP + PC) | 3 %    |
| YouGov/Daily Telegraph                  | 16 mai 2009    | 28 %     | 22 %   | 15 %   | 17 %      | 7 %    | 5 %   | 4 % (SNP + PC) | 4 % (SNP + PC) | 1 %    |
| BPIX/Mail on Sunday                     | 16 mai 2009    | 30 %     | 17 %   | 17 %   | 15 %      | -      | 5 %   | -              | -              | -      |
| ComRes/UKIP                             | 14 mai 2009    | 28 %     | 23 %   | 15 %   | 14 %      | 11 %   | 4 %   | -              | -              | 5 %    |
| YouGov/Sun                              | 14 mai 2009    | 29 %     | 20 %   | 15 %   | 19 %      | 6 %    | 3 %   | 4 % (SNP + PC) | 4 % (SNP + PC) | 1 %    |
| Populus/Times                           | 10 mai 2009    | 34 %     | 25 %   | 6 %    | 20 %      | 5 %    | 2 %   | 4 %            | 2 %            | 1 %    |
| YouGov/Sunday Times                     | 8 mai 2009     | 36 %     | 25 %   | 7 %    | 20 %      | 4 %    | 4 %   | 4 % (SNP + PC) | 4 % (SNP + PC) | 1 %    |
| ICM/TPA                                 | 4 mai 2009     | 32 %     | 28 %   | 9 %    | 22 %      | 1 %    | 1 %   | 4 %            | 2 %            | -      |
| YouGov/TPA                              | 8 janvier 2009 | 35 %     | 29 %   | 7 %    | 15 %      | 5 %    | 4 %   | 4 % (SNP + PC) | 4 % (SNP + PC) | 2 %    |
| Rappel des résultats de 2004            |                | 26,7 %   | 22,6 % | 16,1 % | 14,9 %    | 6,3 %  | 4,9 % | 1,4 %          | 1,0 %          | 6 %    |

Note : deux partis écologistes se présentent aux élections en Grande-Bretagne, le parti vert de l'Angleterre et du pays de Galles et le parti vert écossais.

## Résultats

### Grande-Bretagne
Le tableau ci-dessous indique les résultats pour les circonscriptions de Grande-Bretagne. Les résultats de 2004 sont indiqués à titre de comparaison, le nombre total de sièges ayant baissé entre les deux élections.
| Parties and coalitions | Parties and coalitions                                  | Parti européen | Votes      | %      | +/-  | Sièges | +/- |
| ---------------------- | ------------------------------------------------------- | -------------- | ---------- | ------ | ---- | ------ | --- |
|                        | Parti conservateur (Conservative)                       | PPE            | 4 198 394  | 27,9   | +1,2 | 25     | -2  |
|                        | Parti pour l'indépendance du Royaume-Uni (UKIP)         | -              | 2 498 226  | 16,6   | +0,5 | 13     | +1  |
|                        | Parti travailliste (Labour)                             | PSE            | 2 381 760  | 15,8   | -6,8 | 13     | -6  |
|                        | Démocrates libéraux (LibDems)                           | ELDR           | 2 080 613  | 13,8   | -1,1 | 11     | -1  |
|                        | Parti vert de l'Angleterre et du pays de Galles (Green) | PVE            | 1 223 303  | 8,1    | +1,8 | 2      | 0   |
|                        | Parti national britannique (BNP)                        | -              | 943 598    | 6,3    | +1,4 | 2      | +2  |
|                        | Parti national écossais (SNP)                           | ALE            | 321 007    | 2,1    | +0,7 | 2      | 0   |
|                        | Parti du pays de Galles (Plaid Cymru)                   | ALE            | 126 702    | 0,8    | -0,2 | 1      | 0   |
|                        | Autres                                                  | _              | 1 298 722  | 8,6    | -    | 0      | 0   |
| Total                  | Total                                                   | Total          | 15 072 325 | 100,00 |      | 69     | -6  |
| Participation          | Participation                                           | Participation  |            | 34,1   |      |        |     |
| Inscrits               | Inscrits                                                | Inscrits       | 44 173 690 |        |      |        |     |

On observe un net recul des travaillistes au profit des conservateurs et des écologistes qui commencent à se dégager une place dans le paysage politique britannique. Les partis de droite obtiennent ensemble 67 % des suffrages. À l'arrière plan, on constate la progression de l’extrême droite à 6,2 %.

### Irlande du Nord
| Parti | Parti                                                 | Candidat              | Siège                 | Perte/Gain            | Votes de première préférence | Votes de première préférence |
| Parti | Parti                                                 | Candidat              | Siège                 | Perte/Gain            | Nombre                       | % du vote                    |
| ----- | ----------------------------------------------------- | --------------------- | --------------------- | --------------------- | ---------------------------- | ---------------------------- |
|       | Sinn Féin                                             | Bairbre de Brún       | 1                     | 0                     | 126 184                      | 25,8                         |
|       | Parti unioniste démocrate                             | Diane Dodds           | 1                     | 0                     | 88 346                       | 18,1                         |
|       | Conservateurs et Unionistes d'Ulster – Force nouvelle | Jim Nicholson         | 1                     | 0                     | 82 892                       | 17,0                         |
|       | Parti social-démocrate et travailliste                | Alban Maginness       | 0                     | 0                     | 78 489                       | 16,1                         |
|       | Voix unioniste traditionnelle                         | Jim Allister          | 0                     | 0                     | 66 197                       | 13,5                         |
|       | Parti de l'Alliance d'Irlande du Nord                 | Ian Parsley           | 0                     | 0                     | 26 699                       | 5,5                          |
|       | Parti vert                                            | Steven Agnew          | 0                     | 0                     | 15 764                       | 3,2                          |
|       | Total                                                 | Total                 | Total                 | Total                 | 488 891                      |                              |
|       | Taux de Participation                                 | Taux de Participation | Taux de Participation | Taux de Participation |                              | 42,8                         |

### Gibraltar
Depuis 2004, le territoire de Gibraltar appartient à la circonscription d'Angleterre du Sud-Ouest qui envoie sept députés au Parlement européen. Il n'y a pas de spécificité pour les électeurs ou le décompte de voix.
| Parties et coalitions | Parties et coalitions                           | Voix  | %     | Sièges | +/- |
| --------------------- | ----------------------------------------------- | ----- | ----- | ------ | --- |
|                       | Parti conservateur                              | 3 721 | 53,30 | 3      | =   |
|                       | Parti travailliste                              | 1 328 | 19,02 | 0      | -1  |
|                       | Libéraux-démocrates                             | 1 269 | 18,18 | 1      | =   |
|                       | Parti vert de l'Angleterre et du pays de Galles | 224   | 3,21  | 0      | =   |
|                       | Parti pour l'indépendance du Royaume-Uni        | 100   | 1,43  | 2      | =   |
|                       | Parti national britannique                      | 94    | 1,35  | 0      | =   |
|                       | Parti chrétien                                  | 70    | 1,00  | 0      |     |
|                       | Parti travailliste socialiste                   | 56    | 0,80  | 0      |     |
|                       | Démocrates anglais                              | 37    | 0,53  | 0      |     |
|                       | Parti des retraités                             | 26    | 0,37  | 0      |     |
|                       | Indépendant (Katie Hopkins (en))                | 15    | 0,21  | 0      |     |
|                       | No2EU                                           | 12    | 0,17  | 0      |     |
|                       | Mebyon Kernow                                   | 8     | 0,11  | 0      |     |
|                       | Fair Pay Fair Trade                             | 8     | 0,11  | 0      |     |
|                       | Équipe du jury                                  | 6     | 0,09  | 0      |     |
|                       | Wai D Your Decision                             | 4     | 0,06  | 0      |     |
|                       | Libertas                                        | 3     | 0,04  | 0      |     |
| Total                 | Total                                           |       | 100   | 6      | -1  |